# 9 Plewneńska Dywizja Piechoty
9 Plewneńska Dywizja Piechoty (bułg. Девета пехотна плевенска дивизия) – bułgarski związek taktyczny okresu Księstwa i Trzeciego Carstwa z lat 1904 – 1919.
Dywizja sformowana została w 1904. Wzięła udział w I i II wojnie bałkańskiej oraz w I wojnie światowej. W 1919 przeformowana w 9 Plewneński pułk piechoty.

## Działania
Dywizja w czasie I wojny bałkańskiej wzięła udział w walkach w składzie 3 Armii, a w II wojnie bałkańskiej znalazła się w strukturach 1 Armii.
Napięte stosunki międzynarodowe na Bałkanach spowodowały, że car Bułgarii Ferdynand I 30 września 1912 ogłosił powszechną mobilizację.
30 lipca 2013 w Bukareszcie rozpoczęły się rokowania pokojowe, a dzień później weszło w życie zawieszenie broni kończące II wojnę bałkańską. Po podpisaniu pokoju w Bukareszcie, car Ferdynand I ogłosił demobilizację armii.Jednak w związku z utrzymującym się napięciem w stosunkach z Wysoką Portą, w połowie sierpnia 1913 dywizja została skoncentrowana na południowo-wschodnim odcinku granicy i weszła w skład liczącego około 43 000 żołnierzy zgrupowania operacyjnego. Z chwilą podjęcia rozmów pokojowych z Imperium Osmańskim liczba ta stopniowo uległa redukcji. Już pod koniec miesiąca znad granicy wycofano oddziały dywizji, które po powrocie do macierzystych garnizonów zostały zdemobilizowane.

### I wojna światowa
W świetle narastającego zagrożenia wojennego, na początku lipca 1914 w sztabie Armii Bułgarskiej rozpoczęto prace nad uaktualnieniem planów mobilizacyjnych. Ogłoszone w marcu 1915 wytyczne w sprawie mobilizacyjnego rozwinięcia jednostek przewidywały zmobilizowanie w Dywizji sztabu, czterech pułków piechoty, dwóch rezerwowych pułków piechoty, dwóch pułków marszowych, dwóch pułków pospolitego ruszenia, pułku etapowego oraz pododdziałów zabezpieczenia. Pułk artylerii przechodził na etat dwupułkowej brygady artylerii. Do dywizji miał zostać także przydzielony batalion inżynieryjny. Pierwszym dniem mobilizacji był 24 września 1915.
Po zmobilizowaniu, będąc w składzie 1 Armii gen. lejt. Bojadżiewa, dywizja została rozmieszczona nad granicą z Serbią.

14 października 1915 wojska bułgarskie rozpoczęły ofensywę w Macedonii. 1 Armia, działając na pomocniczym kierunku, głównymi siłami prowadziła natarcie przez Zajeczar, Knjażewac i Pirot, miała osiągnąć osiągnąć dolinę rzeki Morawy i opanować rubież Paraćin–Aleksinac–Nisz. W ciągu pierwszego tygodnia walk  dywizja w ramach operacji morawskiej włamała się na całym odcinku frontu na głębokość od 10 do 15 km. W następnym tygodniu oddziały armii dotarły na przedpola miasta Nisz.

Szturm na Nisz przypuściły oddziały 8 Tundżanskiej i 9 Plewneńskiej DP atakując je równocześnie z północy i ze wschodu i 5 listopada zdobyły je. Opanowanie miasta spowodowało, że cała trasa kolejowa łącząca Berlin, Belgrad, Sofię i prowadząca dalej do Konstantynopola znalazła się pod kontrolą Państw Centralnych. W ten sposób został zrealizowany jeden z głównych celów politycznych kampanii.
Na początku 1916, po konferencji w Niszu, dowództwo niemieckie wycofało gros swoich jednostek z Bałkanów, a wojska bułgarskie zostały rozmieszczone nad granicą grecką blokując oddziały Ententy zgrupowane w Salonikach. W centrum zgrupowania obronnego znajdowała się 11 Armia niemiecka w składzie niemieckiej 101 DP oraz trzech dywizji bułgarskich: 2 Trackiej, 5 Dunajskiej i 9 Plewneńskiej DP. Ogólne dowództwo nad 1 Armią bułgarską i 11 Armią niemiecką spoczywało w rękach niemieckiego feldmarszałka Augusta von Mackensena.
16 września 1918 wojska Ententy uderzyły na odcinku Wardar – jezioro Dojran. XII Korpus Piechoty składający się z czterech dywizji brytyjskich i dwóch greckich nie był w stanie przełamać silnie ufortyfikowanych pozycji bronionych przez  9 Plewneńską DP i 1 Brygadę ze składu 11 DP. Pomimo użycia w kolejnych dniach przez Brytyjczyków gazów bojowych i lotnictwa, Bułgarzy obronili swoje pozycje, a dowództwo alianckie zrezygnowało z dalszych prób przełamania bułgarskiej obrony na tym odcinku frontu.
W lipcu1919 rozwiązano 9 Plewneńską DP.

## Struktura organizacyjna
W grudniu 1903, na mocy dekretów ks. Ferdynanda I, przystąpiono do tworzenia trzech nowych dywizji piechoty (7., 8. i 9.). W czasie pokoju dywizja piechoty składała się w tym czasie z dwóch brygad piechoty, pułku artylerii, batalionu inżynieryjnego, batalionu taborów i szpitala. W brygadzie piechoty znajdowały się dwa dwubatalionowe pułki piechoty z kompanią zabezpieczenia oraz plutonem ciężkich karabinów maszynowych , a pułk artylerii składał się z dwóch dywizjonów artylerii, każdy po dwie czterodziałowe baterie.
Stan w 1907:
- dowództwo dywizji – Plewen
- 1 Brygada – Plewen
  - 4 pułk piechoty – Plewen
  - 17 pułk piechoty – Plewen
- 2 Brygada – Łowecz
  - 33 Swisztowski pułk piechoty – Swisztow
  - 34 pułk piechoty – Łowecz
- 9 pułk artylerii – Sewliewo

Na wypadek wojny struktura dywizji zwiększała się (1912) do trzech brygad piechoty, a w miejsce pułku artylerii tworzona była dwupułkowa brygada artylerii. Etatowo dywizja posiadała 12 batalionów piechoty, batalion inżynieryjny i 8 baterii artylerii. Na jej uzbrojeniu znajdowało się 24 813 karabinów, 24 ciężkie karabiny maszynowe i 72 działa. Stan osobowy wynosił 858 oficerów, 42 urzędników wojskowych, 3455 podoficerów, 32 918 szeregowych i 7550 koni.